# Прва савезна лига Југославије у фудбалу 1987/88.
Прва савезна лига Југославије у фудбалу 1987/88. била је највиши ранг фудбалског такмичења у Југославији 1987/88. године. И шездесета сезона по реду у којој се организовало првенство Југославије у фудбалу. Првак је постала Црвена звезда из Београда, освојивши своју шеснаесту титулу првака.

## Преглед сезоне
Пред почетак сезоне највеће шансе за освајање су даване клубовима „велике четворке” и мостарском Вележу. Актуелни првак Партизан је задржао екипу која је била најбоља протекле сезоне, осим голмана Фахрудина Омеровића који је отишао на одслужење војног рока у ЈНА. Уместо њега доведен је голман Бранислав Ђукановић из титоградске Будућности. За новог шефа стручног штаба уместо Ненада Бјековића постављен је Фахрудин Јусуфи. Црвену звезду су напустили Милан Јанковић, Марко Елснер и Миливој Брачун, а доведени су Рефик Шабанаџовић, Роберт Просинечки и Драгиша Бинић. Динамо је довео најзвучнија појачања, Хариса Шкора из Жељезничара и Зорана Димитријевића из Спартака.
У јесењем дијелу сезоне одржано је Светско првенство у фудбалу за играче до 20 година у Чиле у, на ком је млада репрезентација Југославије освојила златну медаљу. 
У утакмици између Жељезничара и Црвене звезде 18. новембра 1987. играч Црвене звезде Рефик Шабанаџовић је добио ударац у слепоочницу после судара са Зораном Слишковићем, после чега је био у коми три дана, и одсуствовао са терена скоро 6 мјесеци.
Борба за титулу првака водила се између Вележа, који је већи дио сезоне био на првом мјесту, Црвене звезде и Партизана. Пред посљедње коло су се за опстанак у 1. лиги борили Приштина и Челик (27 бодова) и Сутјеска (28 бодова). Са друге стране, Црвеној звезди је довољан 1 бод да освоји првенство испред Партизана и Вележа. У последњем колу су играли Сутјеска и Црвена звезда, Раднички-Вележ, односно Приштина и Челик. Утакмица у Никшићу је завршена резултатом 2:2, када је Црвена звезда изједначила голом Владана Лукића у 87. минуту, што му је био први погодак у првенству Југославије. У том тренутку Приштина је водила 2:0 у 88. минуту, али је већ испала у 2. лигу због много горе гол разлике од Сутјеске. Челик је успео да постигне 3 гола и победио је 3:2. Тако је Сутјеска испала због лошије гол разлике (за 1 гол) од Челика. У следећој сезони Челик је кажњен са -6 бодова.

## Табела
| Место | Клуб                | мечева | победа | нерешених | пораза | дати голови | примљени голови | гол разлика | бодова |
| ----- | ------------------- | ------ | ------ | --------- | ------ | ----------- | --------------- | ----------- | ------ |
| 1     | Црвена звезда       | 34     | 17     | 11        | 6      | 66          | 39              | +27         | 45     |
| 2     | Партизан            | 34     | 17     | 10        | 7      | 62          | 37              | +25         | 44     |
| 3     | Вележ Мостар        | 34     | 15     | 12        | 7      | 61          | 34              | +27         | 42     |
| 4     | Динамо Загреб       | 34     | 16     | 10        | 8      | 55          | 36              | +19         | 42     |
| 5     | Слобода Тузла       | 34     | 14     | 10        | 10     | 53          | 41              | +12         | 38     |
| 6     | Вардар Скопље       | 34     | 15     | 7         | 12     | 37          | 40              | -3          | 37     |
| 7     | Раднички Ниш        | 34     | 14     | 4         | 16     | 48          | 46              | +2          | 32     |
| 8     | Ријека              | 34     | 9      | 14        | 11     | 33          | 39              | -6          | 32     |
| 9     | Будућност Титоград  | 34     | 10     | 12        | 12     | 40          | 48              | -8          | 32     |
| 10    | Војводина           | 34     | 11     | 10        | 13     | 40          | 51              | -11         | 32     |
| 11    | Осијек              | 34     | 10     | 11        | 13     | 44          | 61              | -17         | 31     |
| 12    | Жељезничар Сарајево | 34     | 8      | 14        | 12     | 38          | 44              | -6          | 30     |
| 13    | Хајдук Сплит        | 34     | 8      | 14        | 12     | 40          | 50              | -10         | 30     |
| 14    | Сарајево            | 34     | 11     | 8         | 15     | 37          | 47              | -10         | 30     |
| 15    | Рад                 | 34     | 11     | 8         | 15     | 44          | 56              | -12         | 30     |
| 16    | Челик Зеница        | 34     | 12     | 5         | 17     | 39          | 45              | -6          | 29     |
| 17    | Сутјеска Никшић     | 34     | 10     | 9         | 15     | 42          | 49              | -7          | 29     |
| 18    | Приштина            | 34     | 10     | 7         | 17     | 43          | 59              | -16         | 27     |
| -     | Спартак Суботица    | -      | -      | -         | -      | -           | -               | -           | -      |
| -     | Напредак Крушевац   | -      | -      | -         | -      | -           | -               | -           | -      |

| Борац Бања Лука* | пласирао се у Куп победника купова као друголигаш |

|  | Куп европских шампиона   |
|  | Куп УЕФА                 |
|  | Куп победника купова     |
|  | испали из прве лиге      |
|  | пласирали се у прву лигу |

## Најбољи стрелци
Најбољи стрелци Прве лиге Југославије у сезони 1987–88 били су:
| Место | Играч              | Клуб                        | Голови |
| ----- | ------------------ | --------------------------- | ------ |
| 1     | Душко Милинковић   | Рад                         | 16     |
| 2     | Мирко Михић        | Слобода                     | 15     |
| 2     | Драган Стојковић   | Црвена звезда               | 15     |
| 2     | Кујтим Шаља        | Приштина                    | 15     |
| 5     | Харис Шкоро        | Динамо Загреб               | 14     |
| 6     | Драгиша Бинић      | Црвена звезда               | 13     |
| 6     | Семир Туце         | Вележ                       | 13     |
| 6     | Звонимир Бобан     | Динамо Загреб               | 13     |
| 6     | Дарко Панчев       | Вардар                      | 13     |
| 10    | Радмило Михајловић | Жељезничар                  | 12     |
| 10    | Драган Јаковљевић  | Сарајево                    | 12     |
| 10    | Владислав Ђукић    | Приштина (6) / Партизан (6) | 12     |

## Састави екипа
| Екипа         | Играчи | Тренер            |
| ------------- | --- | ----------------- |
| Црвена звезда | Жарко Ђуровић (34/5), Горан Милојевић (33/3), Бора Цветковић (32/9), Слободан Маровић (30/1), Миодраг Кривокапић (30/0), Драган Стојковић (28/15), Драгиша Бинић (27/13), Славко Радовановић (25/5), Роберт Просинечки (23/4), Горан Јурић (23/0), Стеван Стојановић (23/0), Дејан Јоксимовић (17/3), Златко Крџевић (17/0), Драгић Комадина (16/1), Хусреф Мусемић (15/4), Драган Пунишић (11/1), Бранко Давидовић (11/0), Рефик Шабанаџовић (10/1), Јовица Николић (10/0), Митар Мркела (5/0), Владан Лукић (2/1), Славољуб Јанковић (2/0) | Велибор Васовић   |
| Партизан      | Бранислав Ђукановић (32), Љубомир Радановић (31/2), Небојша Вучићевић (29/7), Никица Клинчарски (29), Сречко Катанец (28/6), Владимир Вермезовић (28), Адмир Смајић (27), Слађан Шћеповић (26/7), Миодраг Бајовић (24/1), Александар Ђорђевић (22), Горан Стевановић (21/5), Милорад Бајовић (17/4), Горан Богдановић (17) Милко Ђуровски (16/9), Владислав Ђукић (13/6), Зоран Батровић (12/6), Борче Средојевић (12) Фадиљ Вокри (11/6), Јиа (10), Милинко Пантић (10), Лиу (3/3), Владо Чапљић (3), Дарко Белојевић (1) Јовица Колб (1) | Фахрудин Јусуфи   |
| Вележ         | Вукашин Петрановић (33), Владимир Гудељ (30/11), Мили Хаџиабдић (30/1), Анел Карабег (30/1), Сеад Кајтаз (29/5), Драженко Прскало (29/5), Исмет Шишић (28/4), Семир Туце (27/13), Авдо Калајџић (25/2), Ивица Барбарић (25/1), Веселин Ђурасовић (25), Зденко Једвај (23), Мехо Кодро (22/3), Предраг Јурић (16/7), Емир Туфек (16/4), Зијад Репак (16), Јошко Поповић (14/1), Жељко Чавар (7), Сенад Главовић (1), Денис Хркач (1), Велибор Пудар (1) | Енвер Марић       |
| Динамо Загреб | Звонимир Бобан (30/13),, Давор Матић (29/5), Харис Шкоро (28/14), Младен Муњаковић (28/1), Зоран Димитријевић (27/1), Дамир Лесјак (26), Мустафа Арслановић (25/2), Жељко Цупан (25), Миралем Ибрахимовић (25), Владо Касало (24/3), Мирко Лулић (20), Марко Млинарић (16/2), Дражен Бесек (15), Иван Цвјетковић (13/5), Мустафа Агић (13/2), Дарко Вујовић (11/1), Маријан Влак (11), Стјепан Деверић (9/2), Владо Чапљић (9/1), Дубравко Павличић (9), Јосип Богдановић (7/2), Драган Лепињица (7), Звјездан Цветковић (6), Мухамед Прељевић (5), Жељко Вуковић (5), Славко Иштванић (4), Дражен Ладић (1)                                                                                            | Мирослав Блажевић |
| Слобода       | Мирко Михић (34/15), Драгослав Костић (34/5), Горан Миљановић (33/2), Митар Лукић (32/10), Неџад Верлашевић (32/2), Раде Тошић (32/1), Наил Беширевић (31/5), Цвијан Милошевић (30/9), Мидхат Мемишевић (29), Милан Стегњајић (23/1), Мирза Хаџић (18), Екрем Ибрић (17), Томо Мркић (16/1), Звонко Марић (16), Дејан Мостахинић (12/1), Давор Младина (12), Зоран Милошевић (9), Денис Садиковић (4), Муневер Крајишник (3), Мухамед Тахировић (3) Јованић 2, Борисав Радовановић (2), Звонко Карајчић (1) |                   |
| Вардар        | Вујадин Станојковић (32/1), Дарко Панчев (30/13), Тони Савевски (27/3), Венцеслав Симоновски (27), Момчило Грошев (27), Милко Симовски (26/1), Илија Најдоски (25), Јовица Џипунов (24/2), Бобан Бабунски (23/1), Петар Георгијевски (22/4), Мирко Спасевски (20), Љупчо Марковски (18), Чедомир Јаневски (17/5), Драги Канатларовски (17/3), Тони Анастасовски (17), Никола Аврамовски (15/1), Љупчо Наумовски (15/1), Сашо Тодоровски (12), Зоран Трајчевски (10/1), Никола Филипов (9), Боривоје Драгачевац (5) Мирковић 3, Зоран Бошковски (2), Јован Јовановски (2), Љупчо Лазаров (2), Слободан Мутибарић (1), Сашо Петковски (1), Саша Илић (1), Горан Стојановић (1), Горан Стојановски (1)     | Андон Дончевски   |
| Раднички      | Ненад Јакшић (33/6), Срђан Младеновић (32/2), Милан Ивановић (32), Горан Василијевић (31/7), Братислав Ринчић (29/2), Драган Митровић (28/2), Зоран Банковић (22/1), Зоран Милошевић (22/1), Елведин Мехинагић (20/1), Новица Гајић (18), Мирослав Алексић (17/5), Благоја Китановски (16/9), Владан Стошић (16/7), Горан Гавриловић (16), Зоран Димитријевић (16), Слободан Антонијевић (15/3), Горан Стојиљковић (14/1), Горан Антић (12/1), Завиша Пејић (9), Душко Томић (9), Момчило Митић (5), Ненад Ставрић (5), Јосип Вишњић (5), Драган Радосављевић (4), Горан Јефтић (3), Горан Весић (2), Бојан Кркић (1), Александар Кузмановић (1).                                                       |                   |
| Ријека        | Јанко Јанковић (33/9), Бранко Драгутиновић (33/1), Зоран Шкерјанц (32/9), Роберт Рубчић (31/1), Игор Јелавић (31), Младен Младеновић (30/5), Саша Першон (28), Роберто Палиска (27/1), Мауро Равнић (26), Матијаж Флоријанчич (23), Роберт Жагар (22/1), Казимир Вулић (20/3), Жељко Јурин (17), Борче Средојевић (17), Валди Шумберац (15/1), Предраг Валенчић (12), Зоран Ивковић (11), Владо Котур (7), Неџад Курузовић (6), Владо Милошевић (5), Деан Љубанчић (3/1), Стојан Белајић (3), Јован Савић (3) Д. Станић 2, Жељко Цупач (1), Бојан Кркић (1), Данко Матрљан (1), Рајко Шарић (1). |                   |
| Будућност     | Славко Влаховић (34), Горан Станисављевић (32), Предраг Мијатовић (31/4), Жељко Јановић (30/9), Драгољуб Брновић (30/5), Дејан Савићевић (29/10), Дарко Мугоша (29/3), Бранислав Дробњак (28), Звијездан Пејовић (22/1), Жељко Петровић (18/3), Драгоје Лековић (18), Божидар Вуксановић (17), Горан Мишковић (16/2), Војислав Ћалов (16), Миладин Пештерац (16), Бранко Брновић (14), Дејан Вукићевић (13), Анто Дробњак (11/1), Саша Вуковић (10/2), Миодраг Божовић (10), Срђан Дмитровић (1), Александар Миљеновић (1), Решид Пепић (1), Саша Петровић (1). | Станко Поклеповић |
| Војводина     | Драган Марковић (33/1), Санид Бегановић (32/7), Маријан Зовко (32/6), Милан Поповић (31), Мирослав Ћурчић (29/8), Зоран Мијуцић (28/6), Светозар Шапурић (28/3), Љубомир Воркапић (27), Драган Гаћеша (26), Стеван Миловац (26), Милош Шестић (24/2), Горан Скакић (24), Горан Поповић (23), Владимир Токовић (20), Чедомир Марас (11), Будимир Вујачић (10/1), Зоран Марић (9/6), Милоња Ђукић (7), Ивица Вуков (5), Драган Јокић (4), Зоран Хајдић (3), Александар Влаховић (3), Драган Јовановић (2), Петар Шкорић (2) | Ивица Брзић       |
| Осијек        | Горан Алар (34/7), Милан Маричић (33/1), Анте Ракела (30/10), Давор Шукер (29/10), Миљенко Милићевић (27), Иван Шмудла (25/3), Милан Јанковић (25/2), Јасмин Џеко (24/3), Горан Јерковић (24/1), Владо Билић (24), Алојз Лукић (20), Томислав Штајнбрикнер (20), Лука Костић (19/3), Бранко Жеравица (18/3), Марио Ћутук (17/1), Владан Капетан (17), Синиша Кончаловић (11), Мирослав Житњак (7), Денуц Журка (7), Роберт Певник (6), Зденко Адамовић (5), Бранко Шкаро (4), Ивица Кулешевић (3), Саша Мишковић (3), Јасмин Синановић (3), Марко Анђић (1) Живковић 1. | Милан Ђуричић     |
| Жељезничар    | Милан Павловић (30/3), Зоран Слишковић (28/5), Срећко Илић (28), Мирсад Баљић (27), Енес Карамехмедовић (26/2), Драгиша Стојановић (26/1), Владо Комшић (25/1), Радмило Михајловић (22/12), Исмет Штилић (22/2), Драган Шкрба (22), Един Ћурић (21/4), Суад Катана (19), Горан Јуришић (18), Бранислав Берјан (14) Раде Богдановић (13/2), Синиша Николић (13/2), Ивица Вујичевић (13/1), Слободан Јањуш (13), Младен Јанковић (12/1), Един Хаџиалагић (12), Един Бахтић (10/2), Амар Осим (5), Ратко Нинковић (4), Давор Миоч (3), Милан Гавриловић (1) Ковач, 1 Трајковић (1) | Благоје Братић    |
| Хајдук        | Драгутин Челић (34/9), Зоран Варводић (30), Драги Сетинов (29/1), Милош Бурсаћ (28/10), Душко Влаисављевић (26), Аљоша Асановић (25/5), Зоран Вулић (25/1), Радован Крстовић (21/2), Бранко Миљуш (20), Јерко Типурић (20), Фране Бућан (18/2), Дарко Дражић (18/1), Роберт Јарни (15), Бранко Карачић (14/1), Стјепан Андријашевић (13/2), Ален Бокшић (13/2), Анте Мише (11), Горан Паук (11), Зденко Адамовић (10/3), Владо Папић (7/1), Франко Богдан (5), Златко Далић (5), Дамир Јурковић (5), Марин Лалић (5), Тончи Габрић (2), Иван Пудар (2), Крешимир Сунара (2), Јошко Јеличић (1), Гргица Ковач (1), Анте Радић (1), Јосип Шпањић (1), Игор Штимац (1)                                     | Томислав Ивић     |
| Сарајево      | Драган Јаковљевић (30/12), Бернард Барњак (30/8), Милош Недић (29/3), Нихад Милак (29), Ферид Радељаш (29), Мехмед Јањош (28), Мирза Капетановић (28), Енвер Лугушић (28), Жељко Путивук (21/1), Славиша Вукићевић (18/3), Предраг Копривица (17), Мидхат Глухачевић (16/3), Харис Јагањац (16), Дане Купрешанин (14/3), Бобан Божовић (14/2), Зоран Љубичић (14), Игор Лазић (13), Дејан Раичковић (13), Драган Божовић (12), Сенад Мердановић (8), Милош Ђурковић (6), Нермин Вазда (5/1), Александар Гузина (4), Симо Крунић (3), Нијаз Арнаут (2), Синиша Јањић (1), Предраг Окука (1), Един Омановић (1), Ристо Видаковић (1)                                                                      | Денијал Пирић     |
| Рад           | Зоран Јефтовић (33/3), Милан Ђуровић (33/1), Владан Радача (33), Душко Милинковић (32/16), Синиша Гогић (29/4), Цено Александровски (28), Драган Аничић (27), Душан Ајдер (22/3), Чедомир Ђоинчевић (22), Иван Јовановић (20/3), Горан Стевановић (19/1), Богдан Корак (16/6), Драгослав Дубајић (16/2), Стевица Кузмановски (16/1), Миодраг Врањеш (16), Дмитар Вукадиновић (12/2), Зоран Вранковић (12), Зоран Габоров (10), Предраг Лубурић (10), Горан Ивановић (6), Влада Стошић (5), Милош Дризић (4) Цупарић 2, Мирко Компес (2), Раденко Лајић (1), Јован Савић (1) |                   |
| Челик         | Иван Филеш (33/4), Миодраг Ђурђевић (33/2), Мирза Голубица (32/9), Славко Радовић (31), Милорад Ратковић (30/2), Раде Вешовић (29/2), Дарко Несторовић (28/9), Зоран Милидраг (28/3), Ибрахим Зукановић (28), Есад Кухиња (21/1), Емир Џиновић (21), Иван Вељић (15/1), Един Хаџиалагић (15), Никица Миленковић (15), Жељко Јанковић (12/1), Омер Копић (11), Војислав Алексић (10/2) Басара 10/1, Саша Штрбац (9), Мирсад Турсић (7), Роберт Миоч (6), Јасминко Бајрић (4/1), Божо Дуборија (4), Предраг Ерак (4), Младен Пралија (4), Јасмин Дервишевић (2) |                   |
| Сутјеска      | Душко Радиновић (33/2), Момир Бакрач (31/1), Горан Живановић (27), Радоман Грбовић (25/2), Милован Марушић (25), Жељко Бајчета (22/9), Ратко Пејовић (22/1), Брајан Ненезић (21/1), Марко Ненезић (21), Ранко Зиројевић (21), Александар Медин (20/3), Здравко Боровница (16/2), Жарко Драшковић (16/1), Жељко Вуковић (15/2), Јовица Колб (15/1), Никола Ракојевић (14/4), Милоња Ђукић (13/7), Драган Мијановић (13), Милоћ Дризић (8/3), Перица Аџић (8/1), Перо Гиљен (7), Веселин Јововић (7), Дражен Кукурић (6/1), Миодраг Костић (6), Жељко Божовић (4), Славиша Ђурковић (4), Војислав Пејовић (3), Зоран Међедовић (2), Драган Милетовић (2), Александар Влаховић (2), Миодраг Ћирковић (1/1) |                   |
| Приштина      | Кујтим Шаља (31/15), Менсур Неџипи (31/3), Славенко Кезељевић (30/1), Гани Лапаштица (29/2), Иса Садрију (29), Абдул Белопоја (24/2), Зоран Лемајић (26), Сахит Кељменди (20), Фахрудин Дурак (18), Мухарем Сахити (17/4), Мухамед Кољеновић (17), Драган Лепињица (15/3), Фадиљ Мурићи (15/1), Џевдет Мурићи (15), Владислав Ђукић (14/6), Садик Рахмани (14/1), Горан Пуповац (14), Зоран Батровић (12/4), Арбнор Морина (10), Шукри Пачарада (9), Стојимир Урошевић (8), Небојша Шћепановић (8), Бобан Станковић (6), Фавзи Рама (5), Драги Каличанин (3), Ердјан Менга (2), Африм Товрљани (2), Сунај Кечи (1)                                                                                      |                   |